# Salaheddine Bahaaeddin

Salaheddine Bahaaeddin

Salaheddine Muhammad Bahaaeddin (* 1950 in Halabdscha) ist ein irakischer Politiker mit kurdischer Herkunft.
Der sunnitische islamische Politiker war Mitglied des vorübergehenden Irakischen Regierungsrates, der nach dem Irak-Krieg 2003 von den Vereinigten Staaten im Irak hergestellt wurde.
Bahaaeddin wurde in der irakisch Stadt Halabja geboren, ca. 1970 schloss er sich der Muslimbruderschaft an. Er schrieb mehrere Bücher in kurdischer und arabischer Sprache. 1991 gründete er im Norden des Irak die Islamische Union Kurdistan, der er seit 1994 als erster gewählter Generalsekretär und Vorsitzender vorsteht.